# Holzgünz
Holzgünz é um município da Alemanha, situado no distrito de Baixa Algóvia, no estado da Baviera. Tem 12,10 km² de área, e sua população em 2019 foi estimada em 1.364 habitantes.